# Йончхон (уезд, КНДР)
Йончхон (кор. 룡천군?, {{{2}}}?) — уезд в КНДР, входящий в состав провинции Пхёнан-Пукто и лежащий в её северо-западной части.

## География
На западе уезд граничит с уездом Синдо этой же провинции, расположенном на нескольких островах, лежащих в Жёлтом море. На северо-востоке от него находится выделенный в отдельный уезд с особым статусом, административный центр провинции Синыйджу, на востоке - уезды Пихён и Йонджу. На севере уезда протекает река Ялуцзян, по которой проходит граница КНДР с КНР.

## Климат, экономика и транспорт
Климат — умеренно континентальный. 
В уезде находятся предприятия химической и металлообрабатывающей промышленности. Через территорию уезда проходит линия железной дороги, входящая в общую сеть железнодорожного сообщения КНДР, и соединяющая КНДР, включая её столицу Пхеньян, с Китаем. Между центром уезда, городом Синыйджу, и китайским городом Даньдуном она здесь пересекает корейско-китайскую границу. Уезд Йончхон играет важную роль в торговле КНДР с Китаем.
22 апреля 2004 года на железнодорожной станции города Йончхон произошёл взрыв грузового состава, перевозившего химическую продукцию (Йончхонская катастрофа), в результате которого погибли более 150 и пострадали более тысячи человек.